# 中华人民共和国环境保护部
中华人民共和国环境保护部，是已撤销的中华人民共和国国务院组成部门，主管环境保护工作，并对外保留国家核安全局的牌子。

## 沿革
1970年到1974年，国务院总理周恩来对环境保护作了31次讲话，推动中国的环境保护事业。1972年，中华人民共和国政府派出代表团到瑞典参加第一届联合国人类环境会议，团长为燃料化学工业部副部长唐克。1973年8月，国务院召开第一次全国环境保护会议；同年，国务院环境保护领导小组办公室以中华人民共和国政府的名义加入联合国环境规划署，中国成为联合国环境规划理事会58个理事国之一。
1974年10月，国务院环境保护领导小组正式成立，主要职责是“负责制定环境保护的方针、政策和规定，审定全国环境保护规划，组织协调和督促检查各地区、各部门的环境保护工作。”
1982年国务院机构改革中，提出了建立环境保护部的设想，但因当时环保未成为社会共识，最终该提议未被采纳。1982年5月，第五届全国人大常委会第二十三次会议决定，将国家建委部分机构、国家城市建设总局、国家建筑工程总局、国家测绘总局、国务院环境保护领导小组办公室合并组建城乡建设环境保护部，部内设环境保护局。
1983年12月31日至1984年1月7日，国务院召开第二次全国环境保护会议，确定环境保护是一项基本国策。
1984年5月（国发〔1984〕64号）成立国务院环境保护委员会，任务是：“研究审定有关环境保护的方针、政策，提出规划要求，领导和组织协调全国的环境保护工作。”委员会主任由国务院副总理兼任，办事机构设在城乡建设环境保护部（由环境保护局代行）。
1984年12月，城乡建设环境保护部环境保护局改为国家环境保护局，继续归城乡建设环境保护部领导，同时是国务院环境保护委员会的办事机构，主要任务是负责全国环境保护的规划、协调、监督和指导工作。
1988年7月（国机编〔1988〕4号）将环保工作自城乡建设部分离出来，成立独立的国家环境保护局（副部级），明确为国务院综合管理环境保护的职能部门，作为国务院直属机构，也是国务院环境保护委员会的办事机构。根据1988年4月七届全国人大一次会议批准的国务院机构改革方案和同年8月《关于国务院机构设置的通知》，国家环境保护局由原城乡建设环境保护部归口管理的国家局，改为国务院直属机构，是国务院综合管理环境保护的职能部门，也是国务院环境保护委员会的办事机构，主要任务是对全国环境保护工作进行宏观指导和监督协调。内设办公室、计划司、政策法规司、污染管理司、开发监督司、自然保护司、科技标准司、宣传教育司、行政体制与人事司和外事办公室，局机关行政编制321人。
根据1993年3月八届全国人大第一次会议批准的国务院机构改革方案，和同年4月《关于国务院机构设置的通知》，保留国家环境保护局，为国务院直属机构。国家环境保护局是国务院环境保护行政主管部门，也是国务院环境保护委员会的办事机构，职能转变的重点是强化环境保护的宏观调控和执法监督，主要任务是依照法律和行政法规，对全国环境保护工作实施统一监督管理，防治污染和其他公害，保护和改善生活环境与生态环境，促进经济和社会持续、协调、健康地发展。内设办公厅（宣传教育司）、计划财务司、政策法规司、行政体制与人事司、科技标准司、污染控制司、监督管理司、自然保护司、国际合作司和机关党委，局机关行政编制240人，1996年12月增加到255人。
1998年国务院机构改革中，成立环境保护部的呼声甚高，但因当时机构改革的主旋律是削减过多的国务院组成部门，故该提议未获采纳。1998年6月（国发〔1998〕5号，国办发〔1998〕80号），国家环境保护局升格为国家环境保护总局（正部级），作为国务院主管环境保护工作的直属机构。撤销国务院环境保护委员会。根据1998年3月第九届全国人民代表大会第一次会议批准的国务院机构改革方案和《国务院关于机构设置的通知》，设置国家环境保护总局，为正部级机构，是国务院主管环境保护工作的直属机构，主要任务是贯彻执行国家环境保护法律、法规和政策，统一监督管理全国环境保护工作，防治环境污染，保护自然生态，改善环境质量，促进经济和社会可持续发展。内设办公室（宣传教育司）、规划与财务司、政策法规司、行政体制与人事司、科技标准司、污染控制司、自然生态保护司、核安全与辐射环境管理司（国家核安全局）、监督管理司、国际合作司和机关党委，局机关行政编制200人。
2008年3月15日，第十一届全国人民代表大会第一次会议通过《第十一届全国人民代表大会第一次会议关于国务院机构改革方案的决定》，批准《国务院机构改革方案》。方案规定：“组建环境保护部。不再保留国家环境保护总局。”国家环境保护总局由此升格为国务院组成部门中华人民共和国环境保护部。2008年7月（国办发〔2008〕73号），国家环境保护总局正式升格为中华人民共和国环境保护部，成为国务院组成部门。
2018年3月17日第十三届全国人民代表大会第一次会议通过《第十三届全国人民代表大会第一次会议
关于国务院机构改革方案的决定》，批准《国务院机构改革方案》。方案规定：“组建生态环境部。将环境保护部的职责，国家发展和改革委员会的应对气候变化和减排职责，国土资源部的监督防止地下水污染职责，水利部的编制水功能区划、排污口设置管理、流域水环境保护职责，农业部的监督指导农业面源污染治理职责，国家海洋局的海洋环境保护职责，国务院南水北调工程建设委员会办公室的南水北调工程项目区环境保护职责整合，组建生态环境部，作为国务院组成部门。生态环境部对外保留国家核安全局牌子。不再保留环境保护部。”

## 职责
1. 负责建立健全环境保护基本制度。拟订并组织实施国家环境保护政策、规划，起草法律法规草案，制定部门规章。组织编制环境功能区划，组织制定各类环境保护标准、基准和技术规范，组织拟订并监督实施重点区域、流域污染防治规划和饮用水水源地环境保护规划，按国家要求会同有关部门拟订重点海域污染防治规划，参与制订国家主体功能区划。
2. 负责重大环境问题的统筹协调和监督管理。牵头协调重特大环境污染事故和生态破坏事件的调查处理，指导协调地方政府重特大突发环境事件的应急、预警工作，协调解决有关跨区域环境污染纠纷，统筹协调国家重点流域、区域、海域污染防治工作，指导、协调和监督海洋环境保护工作。
3. 承担落实国家减排目标的责任。组织制定主要污染物排放总量控制和排污许可证制度并监督实施，提出实施总量控制的污染物名称和控制指标，督查、督办、核查各地污染物减排任务完成情况，实施环境保护目标责任制、总量减排考核并公布考核结果。
4. 负责提出环境保护领域固定资产投资规模和方向、国家财政性资金安排的意见，按国务院规定权限，审批、核准国家规划内和年度计划规模内固定资产投资项目，并配合有关部门做好组织实施和监督工作。参与指导和推动循环经济和环保产业发展，参与应对气候变化工作。
5. 承担从源头上预防、控制环境污染和环境破坏的责任。受国务院委托对重大经济和技术政策、发展规划以及重大经济开发计划进行环境影响评价，对涉及环境保护的法律法规草案提出有关环境影响方面的意见，按国家规定审批重大开发建设区域、项目环境影响评价文件。
6. 负责环境污染防治的监督管理。制定水体、大气、土壤、噪声、光、恶臭、固体废物、化学品、机动车等的污染防治管理制度并组织实施，会同有关部门监督管理饮用水水源地环境保护工作，组织指导城镇和农村的环境综合整治工作。
7. 指导、协调、监督生态保护工作。拟订生态保护规划，组织评估生态环境质量状况，监督对生态环境有影响的自然资源开发利用活动、重要生态环境建设和生态破坏恢复工作。指导、协调、监督各种类型的自然保护区、风景名胜区、森林公园的环境保护工作，协调和监督野生动植物保护、湿地环境保护、荒漠化防治工作。协调指导农村生态环境保护，监督生物技术环境安全，牵头生物物种（含遗传资源）工作，组织协调生物多样性保护。
8. 负责核安全和辐射安全的监督管理。拟订有关政策、规划、标准，参与核事故应急处理，负责辐射环境事故应急处理工作。监督管理核设施安全、放射源安全，监督管理核设施、核技术应用、电磁辐射、伴有放射性矿产资源开发利用中的污染防治。对核材料的管制和民用核安全设备的设计、制造、安装和无损检验活动实施监督管理。
9. 负责环境监测和信息发布。制定环境监测制度和规范，组织实施环境质量监测和污染源监督性监测。组织对环境质量状况进行调查评估、预测预警，组织建设和管理国家环境监测网和全国环境信息网，建立和实行环境质量公告制度，统一发布国家环境综合性报告和重大环境信息。
10. 开展环境保护科技工作，组织环境保护重大科学研究和技术工程示范，推动环境技术管理体系建设。
11. 开展环境保护国际合作交流，研究提出国际环境合作中有关问题的建议，组织协调有关环境保护国际条约的履约工作，参与处理涉外环境保护事务。
12. 组织、指导和协调环境保护宣传教育工作，制定并组织实施环境保护宣传教育纲要，开展生态文明建设和环境友好型社会建设的有关宣传教育工作，推动社会公众和社会组织参与环境保护。
13. 承办国务院交办的其他事项[13]。

## 机构设置

### 内设机构
- 办公厅：设综合处、部长办公室（总值班室）（简称部长办）、文秘档案处（保密处）（简称文档处）、信息化办公室（简称信息办）、政务与信息公开处（简称公开处）、研究室、政务督查室（简称督查室）、信访办公室（保卫处）（简称信访办）。
- 规划财务司：设综合处、规划区划处（简称规划处）、预算处、投资处、财务资产处（简称财务处）、排污许可与总量控制办公室（简称排污许可办）、审计与项目监督办公室（简称审计室）。
- 政策法规司：设综合处、法规处、环境政策处（简称政策处）、行政复议处（简称复议处）。
- 行政体制与人事司：设综合处、行政体制改革处（简称体改处）、干部一处、干部二处、人力资源处（培训管理处）（简称人才处）、干部监督处。
- 科技标准司：设综合处、环境科技发展处（简称科技处）、环境标准管理处（简称标准处）、环境技术指导处（简称技术处）、环境健康管理处（气候变化应对处）（简称环境健康处）。
- 环境影响评价司：设综合处、规划环境影响评价处（简称规划环评处）、建设项目环境影响评价一处（简称项目环评一处） 、建设项目环境影响评价二处（简称项目环评二处）、建设项目环境影响评价三处（简称项目环评三处）、排污许可与建设项目环保验收管理处（简称许可处）。
- 环境监测司：设综合处、环境质量监测处、污染源监测处、环境统计与监测质量管理处（简称统计处）。
- 水环境管理司：设综合处、地表水环境质量管理处（简称地表水处）、饮用水与地下水环境质量管理处（简称饮用水处）、海洋环境质量管理处（简称海洋处）、水固定源环境管理处（简称水固定源处）、农村环境管理处（简称农村处）。
- 大气环境管理司：设综合处、大气环境质量管理处（简称大气处）、区域协调与重污染天气应对处（简称区域协调处）、大气固定源环境管理处（简称大气固定源处）、机动车环境管理处（简称机动车处）、大气面源与噪声环境管理处（简称噪声处）。
- 土壤环境管理司：设综合处、土壤环境管理处（简称土壤处）、固体废物管理处（简称固体处）、化学品环境管理处（简称化学品处）。
- 自然生态保护司：设综合处、生态功能保护处（简称生态功能处）、自然保护区管理处（简称保护区处）、生物多样性保护处（生物安全管理处）（简称生物处）。
- 核设施安全监管司：设办公室、政策与技术处、辐射监测与应急处（核与辐射事故应急办公室）（简称监测应急处）、人员资质管理处（简称人员资质处）、核安全设备处。
- 核电安全监管司：设综合处、核电一处、核电二处、核电三处、反应堆处。
- 辐射源安全监管司：设综合处、核燃料与运输处（简称核燃料处）、放射性废物管理处（简称放废处）、核技术利用处（简称核技术处）、电磁辐射与矿冶处（简称电磁矿冶处）。
- 环境监察局：设办公室、排污收费管理处（简称排收管理处）、监察稽查处（简称稽查处）、区域监察处（简称区域处）、行政执法处罚处（简称处罚处）。
- 国际合作司：设综合处、国际组织和公约处（简称国际处）、亚洲处、欧洲处、美洲大洋洲处（西亚非洲处）（简称美大处）、核安全国际合作处（简称核国际处）。
- 宣传教育司：设综合处、新闻处、宣传教育处。
- 直属机关党委：设办公室（宣传处）、组织纪检处、统战群团处。
- 环境保护部党校[14]

### 直属事业单位
- 环境应急与事故调查中心
- 机关服务中心
- 中国环境科学研究院
- 中国环境监测总站
- 中日友好环境保护中心（环境发展中心）
- 环境与经济政策研究中心
- 中国环境报社
- 中国环境出版集团
- 核与辐射安全中心
- 环境保护对外合作中心（环境公约履约技术中心）
- 南京环境科学研究所
- 华南环境科学研究所
- 环境规划院
- 环境工程评估中心
- 卫星环境应用中心
- 中国-东盟环境保护合作中心
- 固体废物与化学品管理技术中心
- 北京会议与培训基地
- 兴城环境管理研究中心
- 北戴河环境技术交流中心[15]

### 派出机构
- 环境保护部华北督查局
- 环境保护部华东督查局
- 环境保护部华南督查局
- 环境保护部西北督查局
- 环境保护部西南督查局
- 环境保护部东北督查局
- 华北核与辐射安全监督站
- 华东核与辐射安全监督站
- 华南核与辐射安全监督站
- 西北核与辐射安全监督站
- 西南核与辐射安全监督站
- 东北核与辐射安全监督站[16]

### 主管社会团体
- 中国环境科学学会
- 中华环境保护基金会
- 中国环境文化促进会
- 中国环境新闻工作者协会
- 中国生态文明研究与促进会[17]

## 历任领导
国家环境保护局
| 局长 - 曲格平（1988年4月－1993年6月） - 解振华（1993年6月－1998年3月） 副局长 - 王玉庆（1994年2月－1998年3月） - 汪纪戎（1997年8月－1998年3月） | 党组书记 - 曲格平（1987年11月－1993年5月） - 解振华（1993年5月－1997年9月） 党组副书记 党组成员 - 王玉庆（1994年2月－1998年3月） |

国家环境保护总局
| 局长 - 解振华（1998年3月－2005年12月1日同意辞职） - 周生贤（2005年12月1日－2008年） 副局长 - 宋瑞祥（1998年4月－2002年1月3日）（正部长级） - 祝光耀（1998年4月－2006年12月30日） - 王心芳（1998年4月－2004年12月10日） - 王玉庆（1998年5月－2006年12月30日） - 汪纪戎（1998年5月－2005年10月20日） - 潘岳（2003年3月－2008年3月） - 张力军（2004年12月10日－2008年3月） - 吴晓青（2005年10月20日－2008年3月） - 周建（2006年12月30日－2008年3月） - 李干杰（2006年12月30日－2008年3月） | 党组书记 - 解振华（1998年－2005年） - 周生贤（2005年－2008年） 党组副书记 - 宋瑞祥（1998年4月－2002年1月） - 祝光耀（2002年－2006年） 党组成员 - 祝光耀（1998年4月－2002年；2006年－2007年8月，驻总局纪检组组长） - 王心芳（1998年4月－2007年） - 王玉庆（1998年5月－2007年） - 曾晓东（1998年11月－2004年4月，驻总局纪检组组长） - 潘岳（2003年3月－2008年3月） - 张力军（2004年12月－2008年3月） - 周建（2006年12月－2008年3月） - 李干杰（2006年12月－2008年3月） - 傅雯娟（2007年8月－2008年3月，驻总局纪检组组长） |

环境保护部
| 部长 - 周生贤（2008年3月17日－2015年2月27日） - 陈吉宁（2015年2月27日－2017年6月27日） - 李干杰（2017年6月27日－2018年3月） 副部长 - 潘岳（2008年3月18日－2016年3月12日） - 张力军（2008年3月18日－2013年2月1日） - 吴晓青（2008年3月18日－2016年3月7日） - 周建（2008年3月18日－2014年5月4日） - 李干杰（2008年3月18日－2016年11月9日，兼国家核安全局局长） - 翟青（2013年2月1日－2018年3月） - 黄润秋（2016年3月7日－2018年3月） - 赵英民（2016年3月31日－2018年3月） - 刘华（2016年12月21日－2018年3月，兼国家核安全局局长） - 庄国泰（2017年12月30日－2018年3月） 总工程师 - 赵英民（2015年11月－2016年3月） 核安全总工程师 - 刘华（2013年5月－2016年12月） | 党组书记 - 周生贤（2008年－2015年） - 陈吉宁（2015年－2017年） - 李干杰（2017年5月－2018年3月） 党组副书记 - 潘岳（2015年7月－2016年3月） 党组成员 - 潘岳（2008年3月－2015年7月） - 李干杰（2008年3月－2016年10月） - 傅雯娟（2008年3月－2012年8月，驻部纪检组组长） …… - 周英（2012年8月－2017年5月，驻部纪检组组长） - 翟青（2013年1月－2018年3月） - 赵英民（2016年3月－2018年3月） - 刘华（2016年12月－2018年3月） - 吴海英（2017年5月－2018年3月，驻部纪检组组长） - 庄国泰（2017年12月－2018年3月） |

## 中央纪委驻环境保护部纪检组
1998年设立中央纪委驻国家环境保护总局纪检组（监察部驻国家环保总局监察局），是中央纪委监察部派驻机构。2008年3月，改为中央纪委驻环境保护部纪检组（监察部驻环境保护部监察局）。2014年12月，中共中央制定出台《关于加强中央纪委派驻机构建设的意见》，为派驻全覆盖确定了时间表和路线图。2015年中共中央《关于全面落实中央纪委向中央一级党和国家机关派驻纪检机构的方案》（中办发〔2015〕55号）撤销监察部驻各单位监察局，中央纪委驻各单位纪检组为对外工作联络的唯一名称，中共中央批准中央纪委对139家中央一级党和国家机关派驻纪检机构全覆盖，共设置47家派驻机构，其中20家为单独派驻机构，27家综合派驻机构负责监督119家单位。中央纪委驻环境保护部纪检组为单独派驻机构。
依据党章和中央纪委关于派驻机构职责规定，围绕监督执纪问责，履行党的纪律检查职能，监督重点对象是环境保护部领导班子及中管干部和司局级干部。主要工作职责是：
1. 督促环境保护部领导班子落实党风廉政建设主体责任，履行对驻在部门党风廉政建设的监督责任。
2. 检查环境保护部领导班子及其成员遵守《中国共产党章程》和其他党内法规，贯彻执行党的路线方针政策和决议，遵守政治纪律和政治规矩，以及贯彻执行民主集中制、选拔任用干部、加强作风建设、依法行使职权和廉洁从政等情况，发现重要问题向中央纪委及时报告。
3. 经中央纪委批准，初步核实反映环境保护部领导班子及中管干部的问题线索；参与调查环境保护部领导班子及中管干部违犯党纪的案件。负责调查环境保护部内设机构、派出机构、直属单位领导班子及其成员和司局级干部违犯党纪的案件，必要时可以直接调查处级及以下干部违犯党纪的案件。
4. 受理对环境保护部党组织和党员的检举、控告，受理环境保护部党组织和党员不服处分的申诉。
5. 对环境保护部各级领导班子履行党风廉政建设主体责任不力、造成严重后果的，提出问责建议。
6. 承办中央纪委交办的其他事项，负责驻环境保护部纪检组干部日常管理和监督，协助环境保护部党组做好巡视工作[38]。

根据上述职责，设办公室、第一纪检室、第二纪检室、第三纪检室。
| 组长 - 曾晓东（1998年11月—2004年4月，驻国家环境保护总局纪检组组长） - 祝光耀（2004年10月—2007年8月，驻国家环境保护总局纪检组组长，2006年前为副局长兼） - 傅雯娟（2007年8月30日—2008年3月，驻国家环境保护总局纪检组组长；2008年3月—2012年8月） - 周英（2012年8月—2017年5月） - 吴海英（2017年5月—2018年3月） 副组长 - 蒋延东（？—？，驻国家环境保护总局纪检组副组长兼监察局局长） - 谷茂宽（？—？，驻国家环境保护总局监察局副局长） - 郭瑞林（2008年3月—2013年，副组长兼监察局局长） - 赵九方（2013年7月—2016年3月，副组长兼监察局局长；2016年3月—12月） - 张勇昌（？—2018年3月） - 张国良（？—？，监察局副局长） - 肖降麟（？—2018年3月） - 陈春江（2017年3月—2018年3月）（正局长级） | 正局级纪律检查员 - 王清华（？—？，正局级纪律检查员、监察专员兼监察局副局长） - 周若辉（？—？，正局级纪律检查员、监察专员） 副局级纪律检查员 - 周若辉（？—？，副局级纪律检查员、监察专员） - 张国良（？—？，副局级纪律检查员、监察专员） - 肖降麟（？—？，副局级纪律检查员、监察专员） - 程忠宝（？—2018年3月） |

## 相关法律
- 《中华人民共和国环境保护法》：1979年9月13日制定试行，1989年12月26日制定通过，2014年4月24日修订。
- 《中华人民共和国环境影响评价法》，2002年10月28日制定通过。
- 《中华人民共和国水污染防治法》：1984年5月11日制定通过，1996年5月15日第一次修订，2008年2月28日第二次修订。
- 《中华人民共和国大气污染防治法》：1987年9月5日制定通过，1995年8月29日第一次修订，2000年4月29日第二次修订。
- 《中华人民共和国固体废物污染环境防治法》：1995年10月30日制定通过，2004年12月29日修订。
- 《中华人民共和国环境噪声污染防治法》：1996年10月29日制定通过。
- 《中华人民共和国海洋环境保护法》1982年8月23日制定通过，1999年12月25日修订。
- 《中华人民共和国放射性污染防治法》：2003年6月28日制定通过。